# Goodbye Paradise (película de 1991)
Goodbye Paradise es una película estadounidense de drama de 1991, dirigida por Tim Savage y Dennis Christianson, este último la escribió junto a Susan Killeen, musicalizada por Alan Thomas y Stan Wentzel, en la fotografía estuvo Graham Driscoll, los protagonistas son Joe Moore, Elissa Dulce Hoopai y James Hong, entre otros. El filme se estrenó el 1 de diciembre de 1991.

## Sinopsis
Es la última noche en el Paradise Inn, un bar de 6 décadas del barrio chino de Honolulu, finaliza su actividad a causa de la modernización de la ciudad. Joe Martin, el gerente veterano del negocio, se da cuenta del costo del éxito. Hizo todo lo que le dijeron durante mucho tiempo, ahora no tiene bien claro que hacer.